# Helina crinita
Helina crinita är en tvåvingeart som beskrevs av Collin 1953. Helina crinita ingår i släktet Helina och familjen husflugor. Inga underarter finns listade i Catalogue of Life.